# MusiQ
A MusiQ az Orange Range nevű japán együttes 2. albuma, ami egyben a legsikeresebb albumuk. 2004. december 1-jén jelent meg és több hétig a toplista első helyén maradt, valamint több mint 2 600 000 eladott példánnyal ez lett Japánban a 2005-ös év #1 albuma.

## Az album dalai
01. Ka.Ri.Su.Ma 

02. Chest (チェスト)

03. Locolotion (ロコローション)
 
04. Ishin Denshin (以心電信) 

05. Zung Zung Funky Music

06. Padi Bon Mahe (パディ ボン マヘ) 

07. City Boy (シティボーイ)

08. Xie Xie (謝謝) 

09. Danshi-ing Session (男子ing session) 

10. Beat Ball

11. Michishirube ~a road home~ (ミチシルベ)

12. Hana (花) 
  
13. Full throttle 

14. Matsuri Danshaku (祭男爵) 

15. Papa 

16. Hub Star 

17. Oh! Yeah 

18. SP Thanx 

19. Jipang 2 Jipang (ジパング2ジパング)